# Loong Air

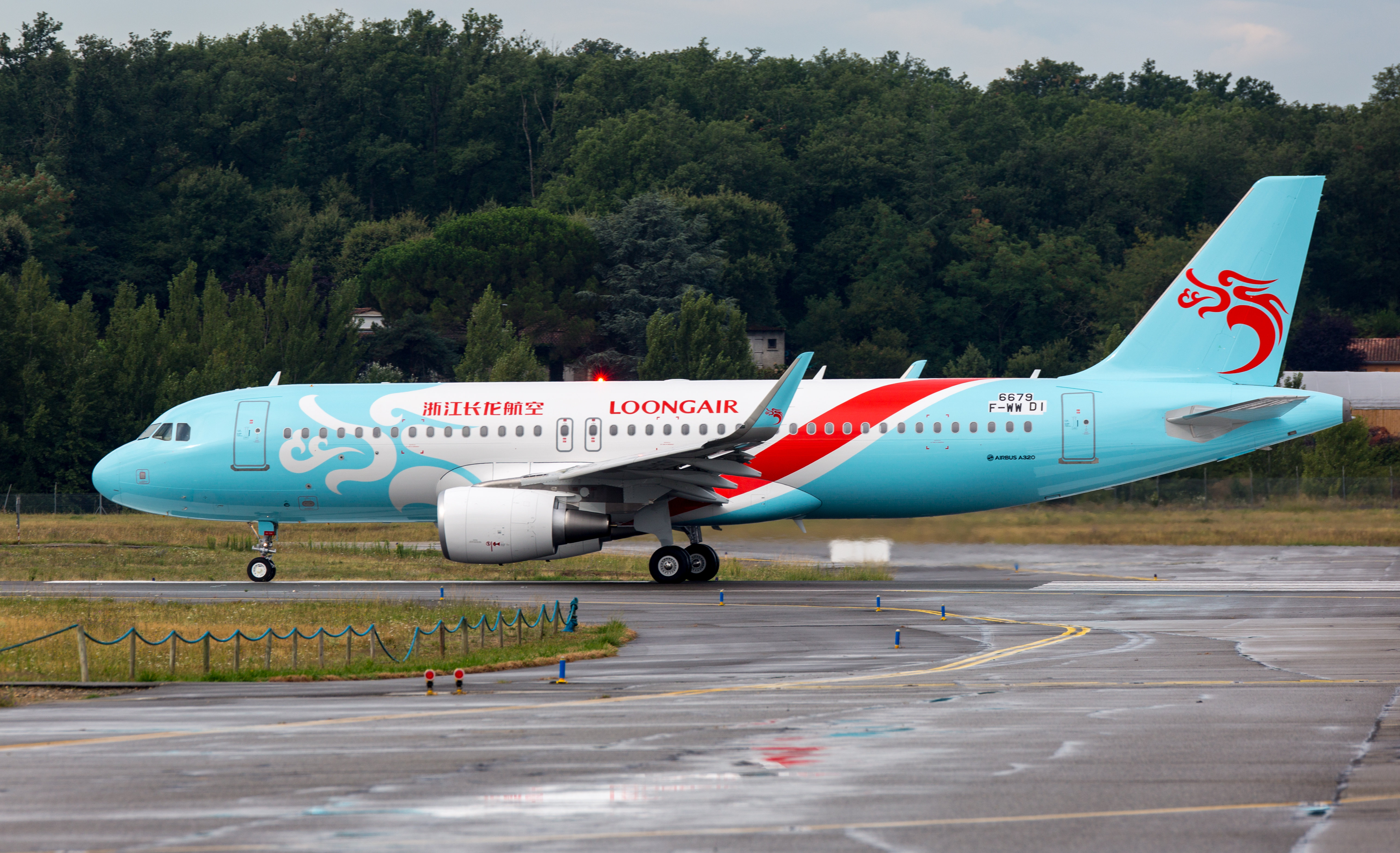
Airbus A320 авиакомпании Loong Air в Тулузе

Zhejiang Loong Airlines Co. Ltd, действующая как Loong Air (кит. 长龙航空), — китайская авиакомпания со штаб-квартирой в городе Ханчжоу (провинция Чжэцзян, КНР), работающая в сфере пассажирских и грузовых авиаперевозок.
Портом приписки перевозчика и его главным транзитным узлом (хабом) является международный аэропорт Ханчжоу Сяошань.

## История и общие сведения
Компания CDI Cargo Airlines была основана в 2012 году, выйдя на рынок грузовых авиаперевозок с единственным самолётом Boeing 737-300F.
29 декабря 2013 года, после получения разрешения Администрации гражданской авиации Китая, авиакомпания сменила официальное название и запустила пассажирские перевозки на внутренних маршрутах.

## Флот
В июле 2021 года воздушный флот авиакомпании Loong Air составляли следующие самолёты средним возрастом 4,8 года:

## Маршрутная сеть
В июне 2015 года маршрутная сеть авиакомпании Loong Air охватывала следующие пункты назначения:
| Страна    | Провинция                         | Город     | Аэропорт                                  | Примечания                  | Ссылки               |
| --------- | --------------------------------- | --------- | ----------------------------------------- | --------------------------- | -------------------- |
| Бангладеш | -                                 | Дакка     | международный аэропорт имени Шаха Джалала | грузовые чартеры            | [ 7 ] [ 8 ]          |
| Китай     | Пекин                             | Пекин     | международный аэропорт Шоуду              | Пассажирские и грузовые     | [ 9 ]                |
| Китай     | Гуйчжоу                           | Бицзе     | аэропорт Бицзе                            |                             | [ 10 ]               |
| Китай     | Сычуань                           | Чэнду     | международный аэропорт Чэнду Шуанлю       | с посадками в Лояне/Сянъяне | [ 11 ] [ 12 ] [ 13 ] |
| Китай     | Чунцин                            | Чунцин    | международный аэропорт Чунцин Цзянбэй     |                             | [ 3 ] [ 14 ]         |
| Китай     | Внутренняя Монголия               | Чифэн     | аэропорт Чифэн Юлун                       |                             | [ 13 ]               |
| Китай     | Ляонин                            | Далянь    | международный аэропорт Далянь Чжоушуйцзы  | Пассажирские и грузовые     |                      |
| Китай     | Гуандун                           | Гуанчжоу  | международный аэропорт Гуанчжоу Байюнь    | Пассажирские и грузовые     |                      |
| Китай     | Гуйчжоу                           | Гуйян     | международный аэропорт Гуйян Лундунбао    | с посадкой в Ваньчжоу       | [ 15 ]               |
| Китай     | Хайнань                           | Хайкоу    | международный аэропорт Хайкоу Мэйлань     | с посадкой в Наньнине       |                      |
| Китай     | Чжэцзян                           | Ханчжоу   | международный аэропорт Ханчжоу Сяошань    | хаб                         |                      |
| Китай     | Хэйлунцзян                        | Харбин    | международный аэропорт Харбин Тайпин      | с посадкой в Чифэне/Тунляо  | [ 13 ]               |
| Китай     | Юньнань                           | Куньмин   | международный аэропорт Куньмин Чаншуй     | Пассажирские и грузовые     |                      |
| Китай     | Юньнань                           | Лицзян    | аэропорт Лицзян Саньи                     | с посадкой в Бицзе          | [ 10 ]               |
| Китай     | Шаньдун                           | Линьи     | аэропорт Линьи Шубулин                    |                             | [ 13 ]               |
| Китай     | Хэнань                            | Лоян      | аэропорт Лоян Бэйцзяо                     |                             | [ 12 ] [ 16 ] [ 17 ] |
| Китай     | Гуанси-Чжуанский автономный район | Наньнин   | международный аэропорт Наньнин Усюй       |                             |                      |
| Китай     | Цзянсу                            | Наньтун   | аэропорт Наньтун Синдун                   | Грузовые                    |                      |
| Китай     | Гуандун                           | Шэньчжэнь | международный аэропорт Шэньчжэнь Баоань   | Пассажирские и грузовые     | [ 3 ]                |
| Китай     | Внутренняя Монголия               | Тунляо    | аэропорт Тунляо                           |                             |                      |
| Китай     | Чунцин                            | Ваньчжоу  | аэропорт Ваньчжоу Уцяо                    |                             | [ 15 ]               |
| Китай     | Шэньси                            | Сиань     | международный аэропорт Сиань Сяньян       |                             | [ 18 ]               |
| Китай     | Хубэй                             | Сянъян    | аэропорт Сянъян Люцзи                     |                             | [ 11 ]               |
| Китай     | Нинся-Хуэйский автономный район   | Иньчуань  | международный аэропорт Иньчуань Хэдун     | с посадкой в Лояне          | [ 16 ] [ 17 ]        |
| Китай     | Хэнань                            | Чжэнчжоу  | международный аэропорт Чжэнчжоу Синьчжэн  |                             | [ 13 ]               |